# فال دي مونت (كيبك)
فال دي مونت، كيبك (بالإنجليزية: Val-des-Monts)‏ هي مدينة كندية تقع في مقاطعة كيبك. تبلغ مساحة هذه المدينة 435.5671 (كم²)، ويبلغ عدد سكانها 9539 نسمة حسب إحصاء سنة 2006 م، بينما كان يسكنها 7842 نسمة في سنة 2001 م. تحتل هذه المدينة المرتبة رقم 398 بين مدن كندا حسب عدد السكان والمرتبة رقم 100 في المقاطعة. النمو سكاني في هذه المدينة يقدر بـ(21.6).

## معرض صور

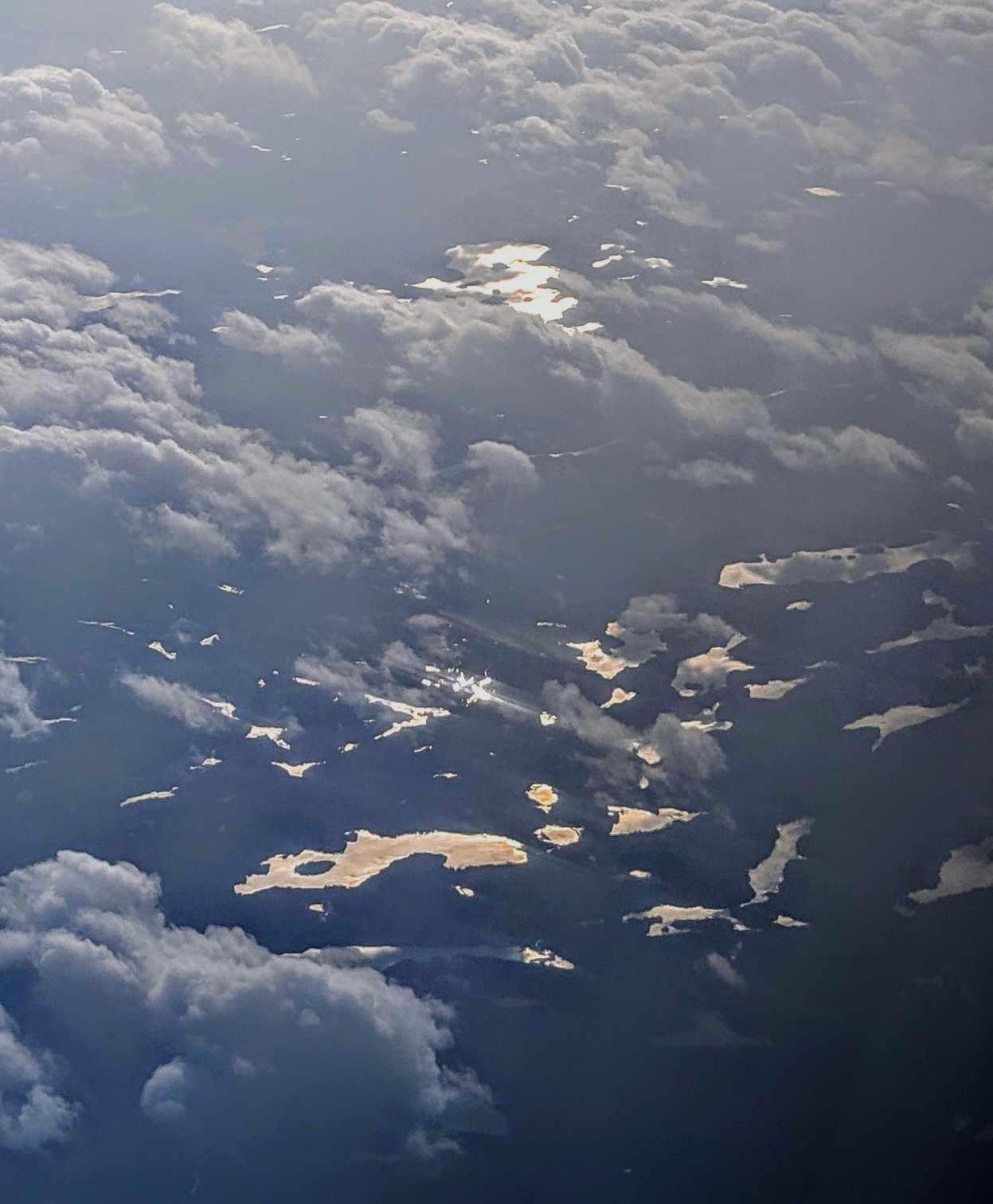
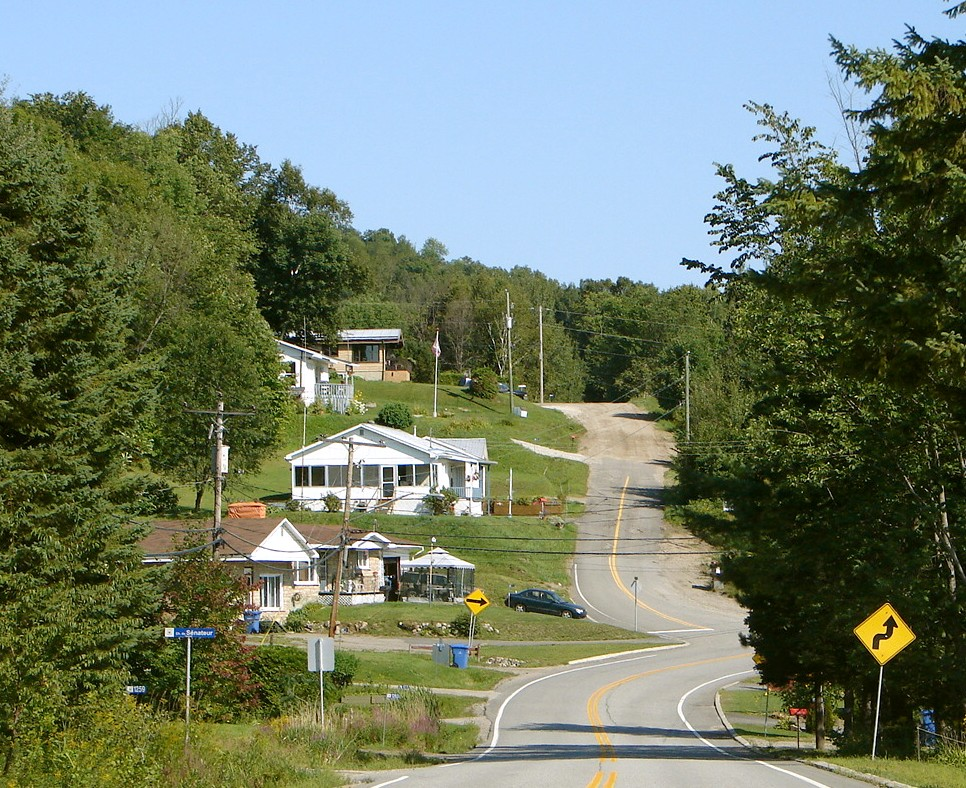
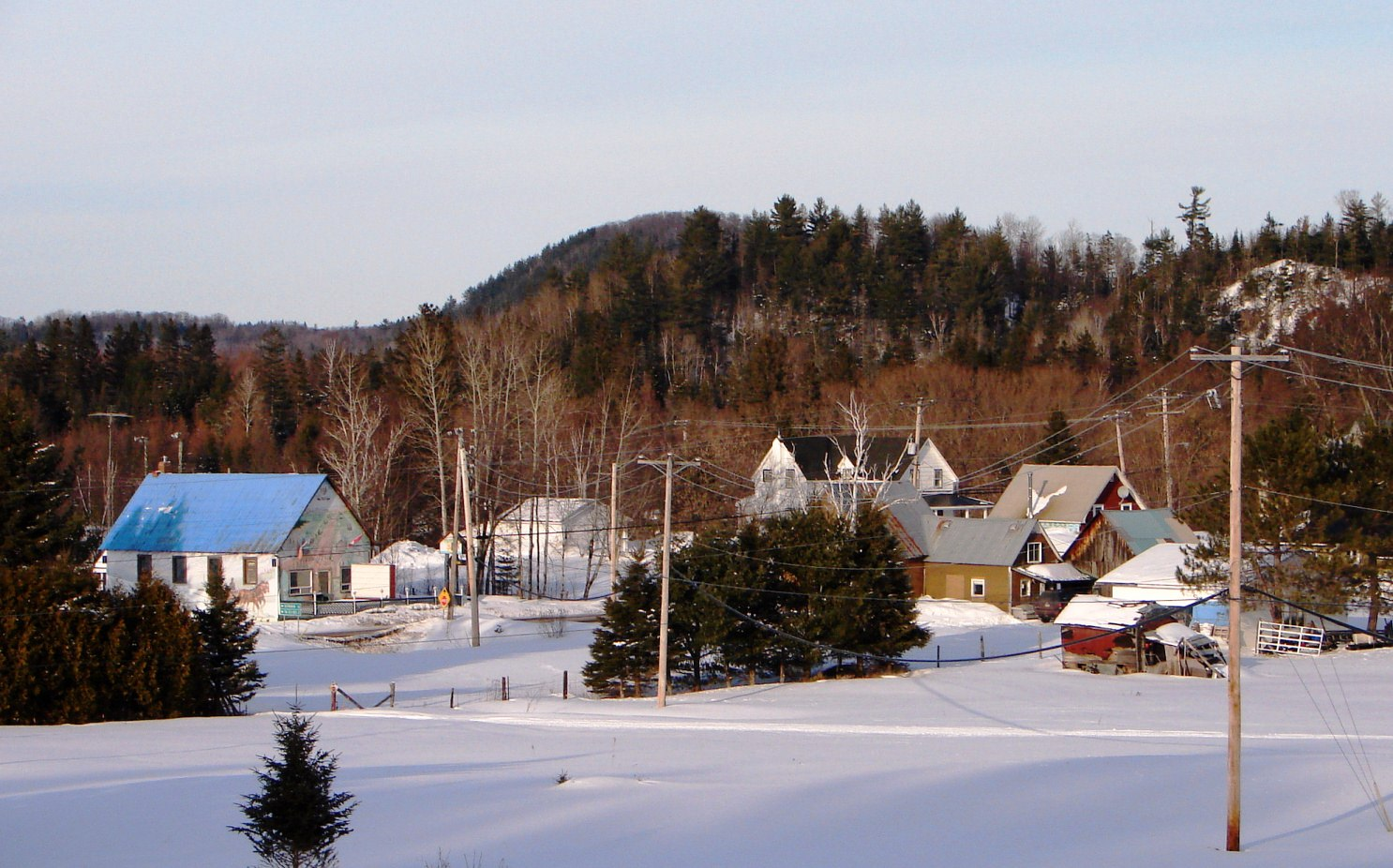

## وصلات خارجية
- الأطلس الحكومي لكندا
- إحصاءات كندا مع ساعة تعداد السكان